# Oenochroa
Oenochroa is een geslacht van vlinders van de familie sikkelmotten (Oecophoridae), uit de onderfamilie Oecophorinae.

## Soorten
- O. dinosema Meyrick, 1889
- O. dystena Turner, 1935
- O. endochlora Meyrick, 1884
- O. gnophodes Turner, 1896
- O. heptarcha Meyrick, 1889
- O. homora Meyrick, 1902
- O. iobaphes Meyrick, 1884
- O. lactella (Walker, 1864)
- O. lepida Turner, 1935
- O. molybdoptera Turner, 1935
- O. ochrosoma Turner, 1896
- O. suffulva Turner, 1935
- O. thermistis (Lower, 1896)
- O. zalotype Turner, 1935
- O. zophocosma Turner, 1935